# Erik Hawkings
Frederick Hawkins Trinidad (Colorado), 23 d'abril de 1909 – Nova York. 23 de novembre de 1994) fou un prolífic líder envers la dansa moderna, corògraf i ballarí estatunidenc.
Estudià cultura hel·lènica en la Universitat Harvard i ballet clàssic en l'escola Americana de Ballet de Nova York, sentint-se molt influenciat per les coreografies expressionistes centreeuropees, que conegué a treves del seu amic el coreògraf Harald Kreutzberg. Entre 1935 i 1939 actuà en les companyies de ballet Caravan i American Ballet, i el 1940 s'incorporà a la companyia formada per Martha Graham, amb la qual va contraure matrimoni el 1948, per a divorciar-se el 1954, encara que ell ja s'havia independitzat artísticament el 1951, al formar la seva pròpia companyia amb la compositora Lucia Dugloszewski amb la que també va estar casat i l'escultor Ralph Dorazió.
Llavors començà a exercir com a coreògraf, introduint el que anomenava <abstracció cerimonial>, en contrast amb el dinamisme de les produccions de Graham. Se sentí influït per les filosofies tao i zen, elaborant peces anomenades haiku, exòtiques, que inspirarien la presència del nu masculí en la dansa moderna, amb la finalitat de crear una puresa o <gènesi> total. El 1994, poc abans de morir, el president Cinton, l'imposà la Medalla Nacional de les Arts.